# Capnia zaicevi
Capnia zaicevi is een steenvlieg uit de familie Capniidae. De wetenschappelijke naam van de soort is voor het eerst geldig gepubliceerd in 1914 door Klapálek.